# Albin Köbis (Schiff, 1952)
Die Albin Köbis ist eine deutsche Motoryacht und ehemalige Staatsyacht der DDR.

## Geschichte
Die Yacht wurde 1952 als eines von drei Booten des Projektes 977 „Reisemotoryacht 20m“ im Auftrag Wilhelm Piecks als DDR-Staatsyacht beim VEB Yachtwerft in Berlin-Köpenick gebaut. Sie lief 1952 vom Stapel und wurde nach Albin Köbis benannt. Das Inventar und die Aufbauten bestanden aus kostbaren Tropenhölzern. Während Fidel Castro an Bord war, kam es zu einer Kollision mit einer Brücke. Ab 1954 war sie als Delegationsboot bei der Wasserschutzpolizei in Berlin stationiert, ab 1974 trug sie den Namen Freundschaft.
Nach der deutschen Wiedervereinigung wurde die Yacht weiterhin von der Berliner Wasserschutzpolizei genutzt. 1990 wurde sie laut einem Bericht im Tagesspiegel von der Treuhandanstalt für 180.000 DM versteigert; laut Günther Meyer wurde sie aber am 4. September 1992 als WSP 47 zum Verkauf ausgeschrieben und in den 1990er-Jahren in private Hände in Berlin verkauft.
Die Yacht wurde in La Belle umgetauft. 1995 sank das Schiff, wurde aber wieder flottgemacht und zum Hausboot umgebaut. 2009 wurde die La Belle von einem privaten Eigner erworben, der sie in Malz, einem Oranienburger Ortsteil, restaurieren ließ. Das Schiff wurde wieder in Albin Köbis umbenannt, restauriert und äußerlich in den ursprünglichen Zustand zurückversetzt, innerlich aber unter möglichst historischer Anmutung modernisiert. Das Schiff liegt heute im Kleinen Wannsee.